# Covina
Covina è una città della Contea di Los Angeles, in California (Stati Uniti).